# Poplarville
Poplarville es una ciudad del Condado de Pearl River, Misisipi, Estados Unidos. Según el censo de 2000 tenía una población de 2.601 habitantes y una densidad de población de 260.8 hab/km².

## Demografía
Según el censo de 2000, había 2.601 personas, 852 hogares y 558 familias residiendo en la localidad. La densidad de población era de 260,8 hab./km². Había 936 viviendas con una densidad media de 93,9 viviendas/km². El 74,32% de los habitantes eran blancos, el 23,95% afroamericanos, el 0,15% amerindios, el 0,50% asiáticos, el 0,12% isleños del Pacífico, el 0,15% de otras razas y el 0,81% pertenecía a dos o más razas. El 0,65% de la población eran hispanos o latinos de cualquier raza.
Según el censo, de los 852 hogares en el 32,5% había menores de 18 años, el 42,6% pertenecía a parejas casadas, el 19,0% tenía a una mujer como cabeza de familia y el 34,4% no eran familias. El 30,5% de los hogares estaba compuesto por un único individuo y el 15,3% pertenecía a alguien mayor de 65 años viviendo solo. El tamaño promedio de los hogares era de 2,37 personas y el de las familias de 2,99.
La población estaba distribuida en un 21,6% de habitantes menores de 18 años, un 20,8% entre 18 y 24 años, un 22,3% de 25 a 44, un 18,2% de 45 a 64 y un 17,0% de 65 años o mayores. La media de edad era 32 años. Por cada 100 mujeres había 84,9 hombres. Por cada 100 mujeres de 18 años o más, había 81,0 hombres.
Los ingresos medios por hogar en la localidad eran de 26.417 dólares ($) y los ingresos medios por familia eran 32.339 $. Los hombres tenían unos ingresos medios de 35.250 $ frente a los 21.667 $ para las mujeres. La renta per cápita para la ciudad era de 12.833 $. El 25,3% de la población y el 20,8% de las familias estaban por debajo del umbral de pobreza. El 38,8% de los menores de 18 años y el 17,5% de los habitantes de 65 años o más vivían por debajo del umbral de pobreza.

## Geografía
Según la Oficina del Censo de los Estados Unidos, Poplarville tiene un área total de 10,0 km² de los cuales 10,0 km² corresponden a tierra firme y 0,1 km² a agua. El porcentaje total de superficie con agua es 0,52%.

## Residentes famosos
- Glen Day
- Nate Smith
- Whitney Miller